# Skruigners
Skruigners est un groupe italien de punk hardcore, originaire de Milan.

## Histoire
La composition du groupe, fréquemment bouleversée dans les rôles du guitariste et bassiste du groupe, est basée sur le chanteur Ivan et sur le batteur Carlame, éléments fondateurs toujours présents. 
Le groupe est formé en 1996, et enregistre cette même année une cassette démo, Skruigners. En 1997, le groupe enregistre une autre cassette démo intitulée Ricercato qui est bien accueilli par le public, permettant au groupe produire un premier album studio avec Abraxas (Runt Records). En février 1998 sort donc ce premier album, La cosa che non ha importanza, en formats CD et vinyle à l'international, qui comprend leurs deux premières démos et quatre chansons inédites. Cependant, la relation épineuse du groupe avec son label force le groupe à changer de cap vers une nouvelle collaboration avec le label Tube Records, auquel ils enregistrent leur deuxième albums studio. Un nouvel album, Grazie di tutto, est publié en novembre 1999, comprenant 16 nouvelles chansons.
Après plusieurs concerts en mars 2000, Luca et Pippo quittent le groupe et, malgré des rumeurs infondées de séparation, Ivan et Carlame décident de poursuivre les activités du groupe. Le guitariste et le bassiste sont rapidement remplacés par Titti et Chicco, membres de Gutalax, sans même annuler de concerts. En quelques mois, cependant, le groupe est obligé de changer à nouveau de bassiste, et recrute Stefano, chanteur du groupe Corey, pour remplacer Chicco. Avec cette nouvelle formation, le groupe prépare de nouvelles chansons et publient un troisième album studio en novembre 2001, Finalmente vi odio davvero. En 2002, ils multiplient les concerts et les participations dans des compilations. En 2003, le groupe prépare un quatrième album studio, Duemilatre, qui est publié en octobre, et suivi par une longue tournée promotionnelle à travers l'Italie, la Suisse, et la Croatie. En juin 2004, Matthias remplace Stefano à la basse. En septembre 2004 sort Punk it! vol.2, un split de quatre groupes, publié chez Rude Records, auquel participent Skruigners, Derozer, Porno Riviste, et L'invasione degli omini verdi. En novembre 2004, Titty quitte soudainement le groupe pour des raisons personnelles. 
Le 19 février 2011, le groupe revient pour célébrer 15 ans d'activité avec une tournée de 10 dates,. Par la suite, ils prennent une pause de répétitions et de concerts, sans intention spécifique de reprendre ses activités. Entretemps, Carlame lance le projet « électro-punk-trash » Laforcah.

## Membres
- Ivan Bolognesi - chant
- Mattia - basse
- Tadzio - guitare
- Carlame - batterie

## Discographie
- 1996 : Skruigners (démo)
- 1997 : Ricercato (démo)
- 1998 : La cosa che non ha importanza
- 1999 : Grazie di tutto
- 2001 : Finalmente vi odio davvero
- 2003 : Duemilatre
- 2004 : Punk It! Vol. 2 (partagé avec Porno Riviste, Derozer et L'Invasione degli Omini Verdi)
- 2006 : Night of the Speed Demons (direct partagé avec Cripple Bastards et Woptime)
- 2008 : Niente dietro niente davanti
- 2010 : La noche de la Santa Muerte (album live)